# فيليبي ألدانا
فيليبي ألدانا (بالإسبانية: Felipe Aldana)‏ هو شاعر أرجنتيني، ولد في 1922، وتوفي في 1970.